# Wolfgang Lindner junior

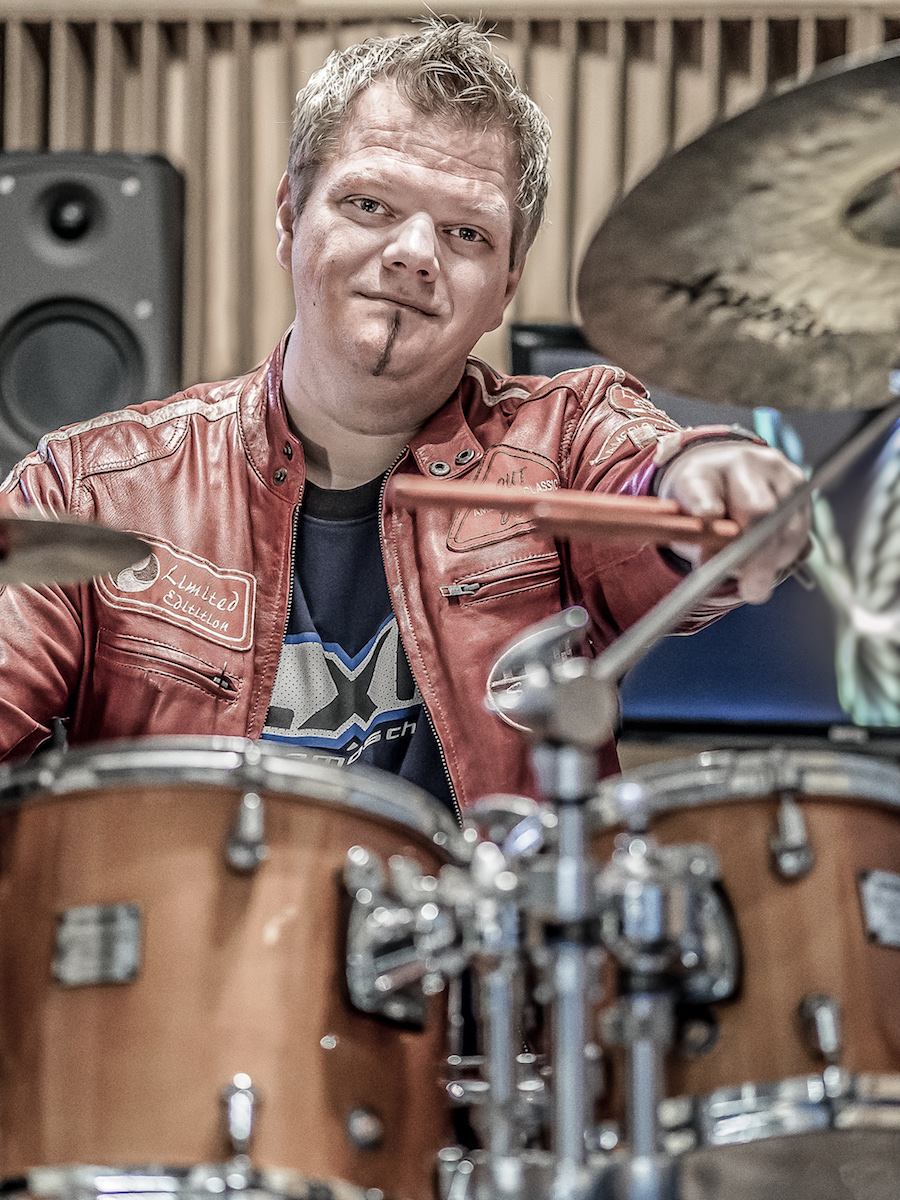
Wolfgang Lindner Junior (2015)

Wolfgang Andreas Lindner (* 17. Juni 1981 in Steyr, Oberösterreich) ist ein österreichischer Musiker, Musikproduzent und Verleger.

## Leben
Wolfgang Lindner jr. besuchte die Oberstufe am Bundesoberstufenrealgymnasium Krems mit den Schwerpunkten Musik und Informatik. Ab 1997studierte er am Franz Schubert Konservatorium, Abteilung Jazz. Als Hauptfach belegte er Schlagzeug bei Horst Legat und im Nebenfach Klavier bei Andy Plank. Währenddessen absolvierte er an der School of Audio Engineering in Wien die Ausbildung zum geprüften Tontechniker. Es folgten eine Lehrpraxis für Jazz-Schlagzeug bei Walter Grassmann und das Studium am Vienna Konservatorium Abteilung Jazz- und Popularmusik, Hauptfach Schlagzeug bei Andi Weiss. Neben seiner Ausbildung arbeitete er als Tontechniker im Tonstudio seines Vaters Wolfgang Lindner sen.
Er war Gründungsmitglied und Schlagzeuger der Rock-Band Die Abfangjäger, der Funk & Soul-Band The Horny Funk Bros., dem Tanzorchester Blue Danube sowie Percussionist in der Big-Band seines Vaters, der Wolfgang Lindner Band, die er 2005 übernahm.
Im Jahr 2006  gründete er die Firma media-pro, ein Dienstleistungsunternehmen für Musik und Medienproduktion, mit Sitz in Grafenegg, Niederösterreich, und betreut damit musikalisch verschiedene Künstler und Fernsehstationen.
Seine ersten Chartplatzierungen erreichte er 2013 als Co-Produzent von Thomas Rabitsch mit dem Album Able des österreichischen Singer-Songwriters Thomas David, das sich 12 Wochen in den offiziellen Album-Charts der Ö3 Top40 hielt und auch Gold-Status erreichte. Weitere Charterfolge als Produzent erzielte er in den darauf folgenden Jahren, unter anderem für die Single-Produktionen des Duos Harfonie und für das Album seven der A-cappella-Gruppe Piccanto.
2014 gründete er gemeinsam mit Thomas Eder und Marlene Mairinger das Komponisten-Team SOKOmiez, ein Pseudonym, unter dem neue Songs wie Dirndl check’n (Die Jungen Zillertaler) und Küss mich (Stefanie Hertel) entstanden.
2016 komponierte und produzierte Lindner die neue Signation zur TV-Show-Reihe Starnacht des ORF, die am 30. April 2016 bei der Starnacht am Neusiedler See Premiere feierte.
Lindner ist als Bandleader und Schlagzeuger der Musikgruppen Wolfgang Lindner Band und Heavy Talents sowie als Freelance-Drummer für andere Künstler und Musikgruppen tätig. Er ist Endorser für Yamaha Drums und Keyboards.

## TV-Shows
- 2006–2015: Musikantenstadl (ORF2, BR, SRF1) – musikalische Gesamtleitung, Consulting, Musikproduktion, Orchesterleitung
- 2011–2014:  Die große Chance (ORFeins) – Bandleader der Begleitband Heavy Talents
- 2012:  Österreich rockt den Song Contest (ORFeins) – musikalische Gesamtleitung
- 2012/ 2013: Einfach Kathi – resch & lieblich (ServusTV) – musikalische Leitung, Bandleader der Begleitband Die Ton-Tauben
- 2012/2013: Die große Comedy Chance (ORFeins) – musikalische Gesamtleitung, Bandleader der Begleitband Heavy Talents
- seit 2014: Zauberhafte Weihnacht – Im Land der stillen Nacht (ORF2/BR/HR/SWR/3sat) – musikalische Gesamtleitung, Consulting, Musikproduktion, Bandleader
- 2015: Stadlshow (ORF2, BR, SRF1) – musikalische Gesamtleitung, Consulting, Musikproduktion, Orchesterleitung
- seit 2015: Die große Chance der Chöre (ORF eins) – Bandleader der Begleitband Heavy Talents
- 2016: Starnacht (ORF/MDR) – Komposition, Musikproduktion
- 2016: Alpen-Radtour (ORF2, BR) – musikalische Gesamtleitung, Consulting, Musikproduktion
- seit 2016: Dancing Stars (ORFeins) – musikalische Aufnahmeleitung
- Seit 2017: ARD-Silvestershow mit Jörg Pilawa (ORF2, Das Erste, SRF1) – musikalische Gesamtleitung, Consulting, Musikproduktion, Orchesterleitung
- 2021: Wenn die Musi spielt Winter (ORF2, MDR) – musikalische Leitung, Consulting, Musikproduktion
- 2021: Starmania21 (ORFeins) – musikalische Aufnahmeleitung, Musikproduktion, Consulting

## Diskografie (Auswahl)
Lindner wirkte als Produzent für Künstler wie Piccanto, Marlen Billii, Lanny Lanner, Thomas David, Monkeywrench, Cat La Groove, Harfonie, Stefanie Hertel, Stefan Mross, Andy Borg und Francine Jordi.
Als Musiker machte er Tonaufnahmen mit der Band Die Abfangjäger sowie mit H.F.B. – The Horny Funk Bros., der Wolfgang Lindner Band und Wolfgang Lindner & Die jungen Stadlmusikanten, weiters mit Thomas David, Marlen Billii und Harfonie.